# 粘燦
粘燦（15世紀—16世紀），字懋昭、又字中美，號滌樓，福建泉州府晉江縣人，明朝政治人物。

## 生平
粘燦是弘治十四年（1501年）辛酉科舉人，授崇仁教諭，因繼母去世服喪，補任仁和教諭，對諸生嚴厲管教、詳細講授，獲上級交章推薦，嘉靖三年（1524年）陞南京山西道監察御史，多次上疏彈劾權貴，曾在巡視地方揭破巡捕捕獲殺人掠財強盜，覬覦財物而誣陷同僚者，因此被稱為「黏青天」，後在嘉靖六年（1527年）被彈劾而閒住。歸家後上疏減免泉州鹽戶的賦稅和雜辦，知府王士俊為他題匾「勸忠」，人們也為他立生祠，其後朝廷起用他為山東督學，他多次推辭不赴任。卒年七十四。

## 引用
1. 1 2  道光《晉江縣志·卷三十八·人物志·名臣之二》：粘燦，字懋昭，號滌樓。弘治辛酉舉人，授崇仁教諭。丁繼母艱，起補仁和。嚴條約，與諸生講明經史。上官交章論薦，擢南京監察御史。屢上章疏，弗避權勢。督稅兩關，力除積弊，巡視江南北有十九年。罪囚訴寃，廉得真情，破械出之。蓋因強盜殺人掠財，捕者獲盜，搜其家財自利，斯人偶覘捕者，恐彼洩其事，因誣同盜。獄成，及是得脫。人稱黏青天焉。舊泉州鹽戶，納民米，當民差，重納鹽課，又辦雜科、雜徭，民命難堪。燦特疏請減其折米，免其里甲雜辦。潯浯𬇞諸父老，立祠生祀之。太守王仕俊申請題匾曰「勸忠」。歷官二十載，以疾告歸。起山東督學，屢辭不赴。年七十四卒。
2. ↑  《明世宗肅皇帝實錄·卷三十五》：（嘉靖三年正月甲午）選授……教諭粘燦俱為監察御史……燦、棋（南京）山西道……
3. ↑  《明世宗肅皇帝實錄·卷八十二》：（嘉靖六年十一月）辛巳南京科道遵旨互相紏劾給事中方紀達等奏山西道御史粘燦、先任四川道御史今陞江西按察司僉事趙光各不職……吏部覆各革職閒住，從之。
4. ↑  康熙《仁和縣志·卷九·學校》：明 世次教諭一員……（正德）十四年 粘燦 字中美，福建晉江人，歷　年陞南京山西道御史，以考察罷